# Plàstic reforçat
Els plàstics reforçats, també anomenats plàstics reforçats amb fibres o polímers reforçats amb fibres, són compòsits formats per una matriu polimèrica reforçada amb fibres sintètiques. Es tracta de materials força resistència mecànica, lleugers i extremadament resistents a la corrosió. Són usats sovint en les indústries aeronàutica, automobilística i marítima. També s'utilitzen cada vegada més com a material de construcció. Els polímers més utilitzats són l'epoxi, el polièster o el vinilèster. Les fibres més comunes són la fibra de vidre, la de carboni o bé l'aramida. Les combinacions més esteses són el plàstic reforçat amb fibra de vidre i el plàstic reforçat amb fibra de carboni.